# Гребля Райфл-Крік

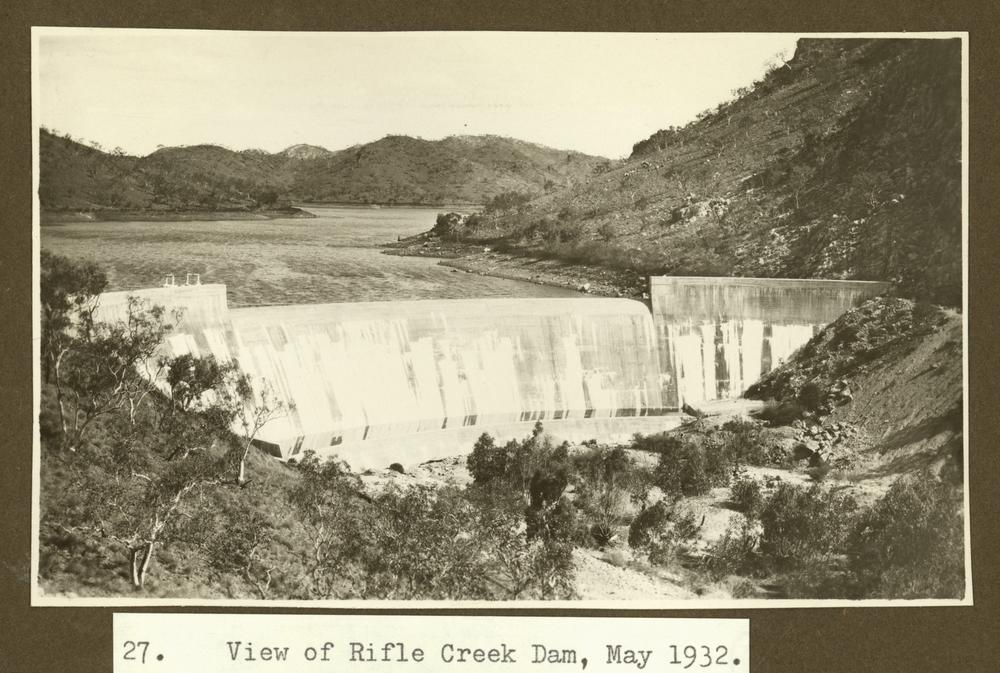
Гребля у 1932 році

Гребля Райфл-Крік — гідротехнічна споруда на північному сході Австралії, зведена на Райфл-Крік — витоку річки Лейхгардт (впадає до південної частини затоки Карпентарія).
Греблю спорудили в 1929 році з метою забезпечення водним ресурсом гірничо-металургійного комплексу Маунт-Айза, що мав включити не лише рудник та гірничо-збагачувальну фабрику, але й свинцеплавильний завод. У 1958-му нижче за течією Лейхгардт ввели в дію значно потужніше водосховище Мундарра, проте Райфл-Крік і далі виконувала допоміжну функцію в системі водопостачання, зокрема в забезпеченні ТЕС Міка-Крік (яку в 2010-х замінила ТЕС Діамантіна).
У межах проєкту долину річки перекрили арково-гравітаційною бетонною греблею висотою 18 метрів та довжиною 125 метрів з гребенем на позначці 425,3 метра НРМ. Центральна частина споруди шириною 59 метрів виконана як водопереливна з гребенем на рівні у 424,1 метра НРМ. При підйомі води до гребеня греблі пропускна здатність цього водозливу становить 165 м3/с.
За первісним проєктом гребля створила водосховище об'ємом 2,73 млн м3. У 1953-му після підвищення порогу водоскиду до зазначеного вище рівня об'єм водойми зріс до 9,5 млн м3 при площі поверхні у 1,5 км2 (під час повені при підйомі води до гребеня греблі об'єм сховища досягає 13 млн м3).
Водозбірний басейн вище від греблі становить 88 км2.